# Curimagua bayano
Curimagua bayano is een spinnensoort uit de familie Symphytognathidae. De soort komt voor in Panama.